# HC Baník Sokolov
Le HC Baník Sokolov est un club de hockey sur glace de Sokolov en Tchéquie. Il évolue en 1. liga, quatrième échelon suisse.

## Historique
Le club est créé en 1945.

## Palmarès
- 2. liga
  - Champion en 2018-2019